# Dmîtriv, Radehiv
Dmîtriv (în ucraineană Дмитрів) este o comună în raionul Radehiv, regiunea Liov, Ucraina, formată numai din satul de reședință.

## Demografie
Componența lingvistică a comunei Dmîtriv
     Ucraineană (100%)
Conform recensământului din 2001, toată populația comunei Dmîtriv era vorbitoare de ucraineană (100%).